# Aphaenina fuscata
Aphaenina fuscata är en insektsart som beskrevs av Gutrin-mtneville 1831. Aphaenina fuscata ingår i släktet Aphaenina och familjen lyktstritar. Inga underarter finns listade i Catalogue of Life.